# Bahnhof Steinhöring
Steinhöring ist der Bahnhof der oberbayerischen Gemeinde Steinhöring. Er ist Zwischenbahnhof der Bahnstrecke nach Wasserburg, die auch als Filzenexpress bezeichnet wird. Der Bahnhof besitzt zwei Bahnsteiggleise. Er wird täglich von circa 40 Zügen der Südostbayernbahn bedient. Der Bahnhof Steinhöring befindet sich im Gebiet des Münchner Verkehrs- und Tarifverbundes (MVV).
Neben dem Bahnhof Steinhöring gibt es in der Gemeinde noch den Haltepunkt Tulling im Ortsteil Tulling.

## Lage
Der Bahnhof Steinhöring befindet sich im Süden Steinhörings, südlich des Flusses Ebrach. Der Bahnhof ist etwa 500 m von der Dorfmitte entfernt. Das ehemalige Bahnhofsgebäude und Lagerhaus des Bahnhofs befindet sich westlich des jetzigen Bahnhofs. An der Laderampe des Lagerhauses befinden sich immer noch Gleise, die jedoch beim Ausbau der Strecke 2004 deaktiviert und nicht mehr zugänglich gemacht wurden. Auf dem Bahnhofsvorplatz befindet sich ein P+R-Parkplatz sowie ein Fahrrad-Unterstand für Pendler.
Die Bahnsteiglänge beträgt 140 Meter, genügend für drei aneinander gekuppelte Doppeltriebwagen der Baureihe 628.

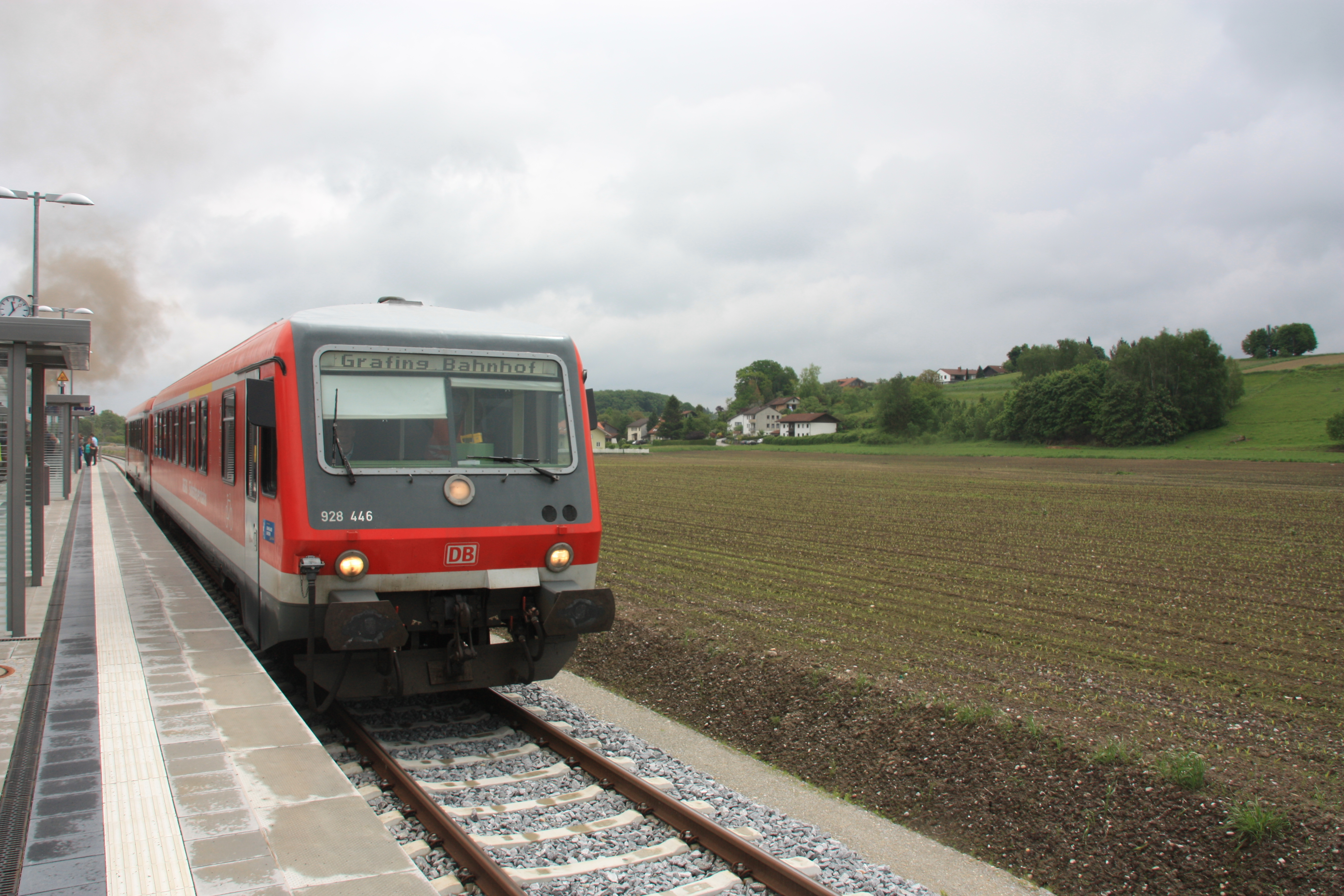
Baureihe 628 im Bahnhof
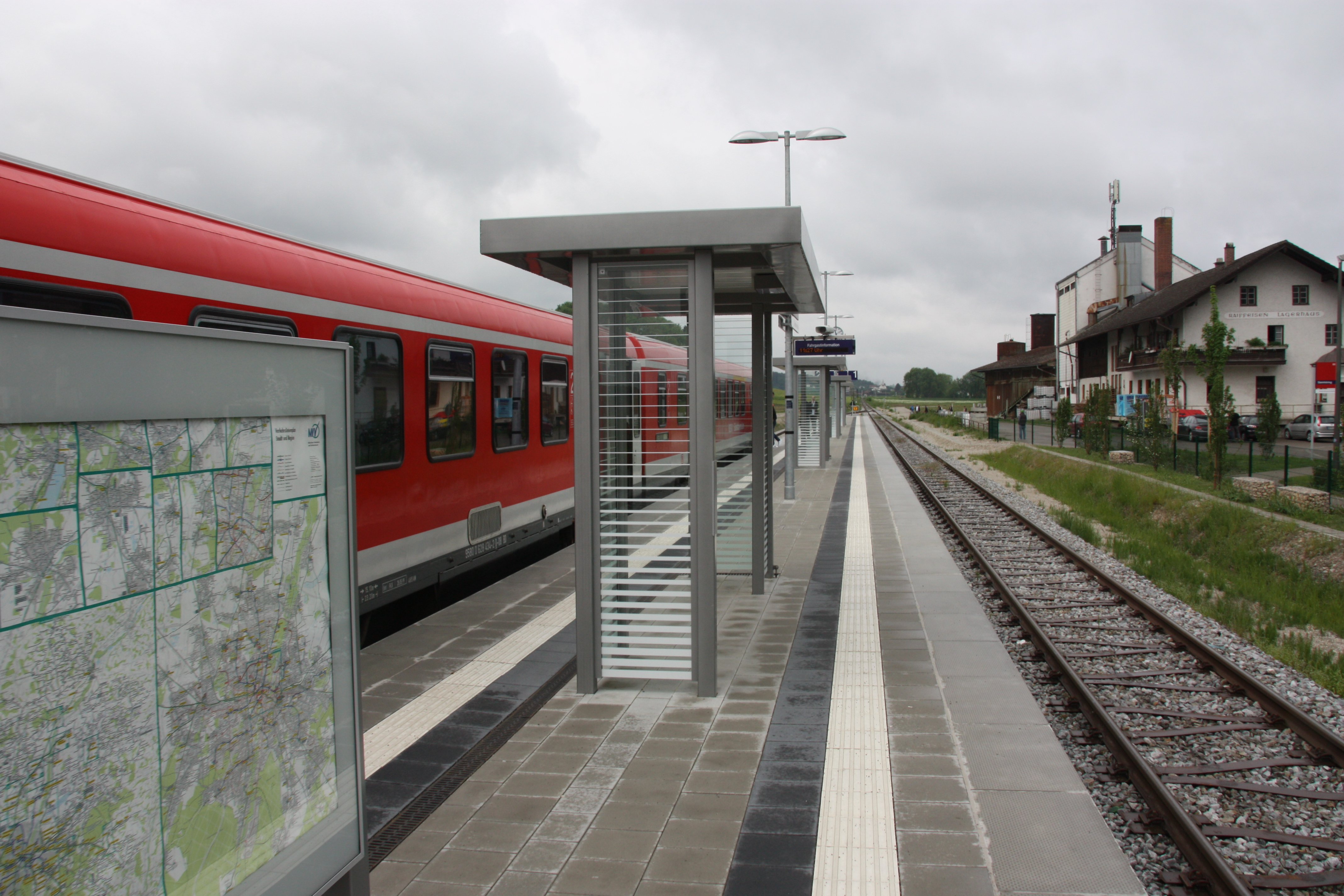
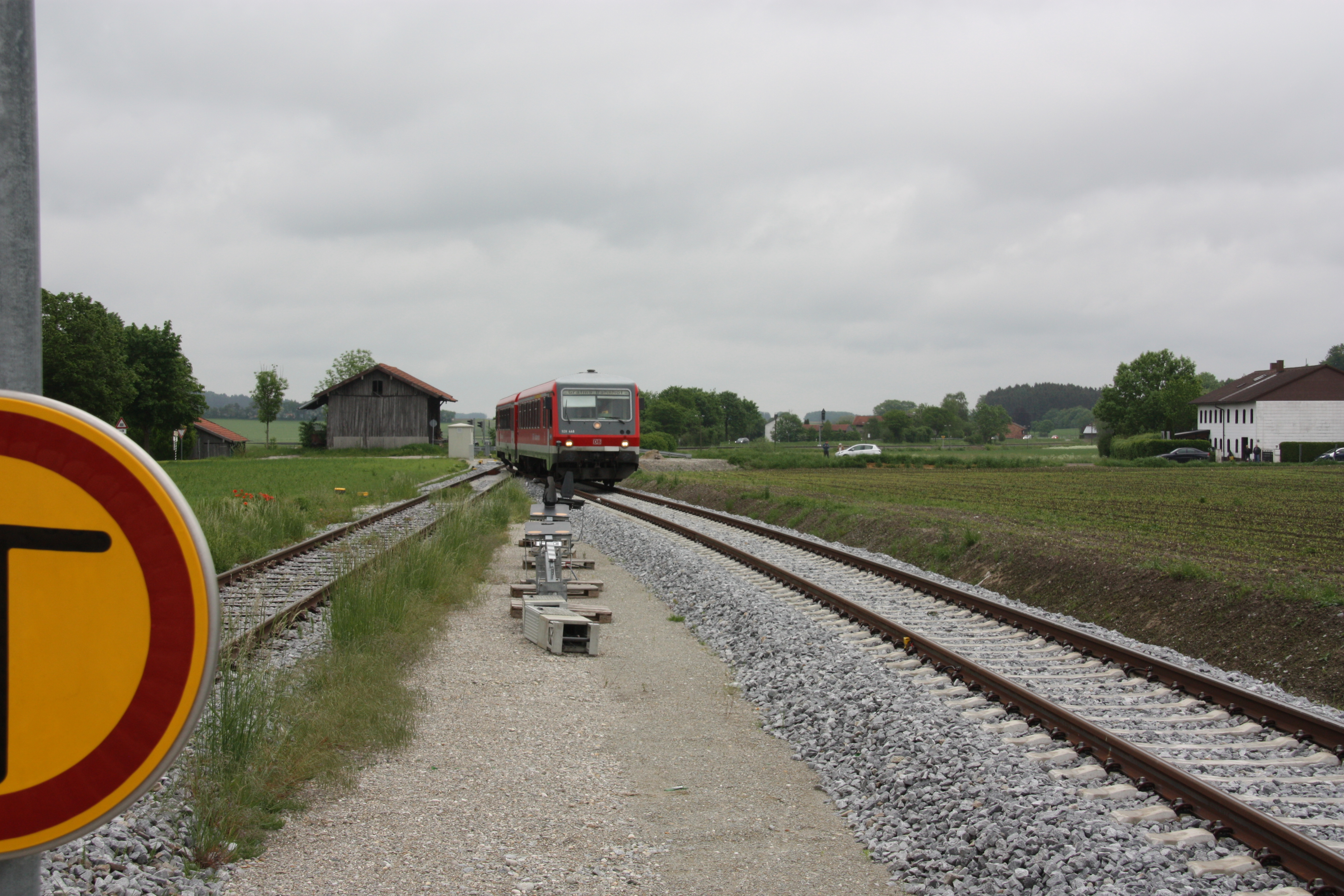
Einfahrender Zug der Baureihe 628

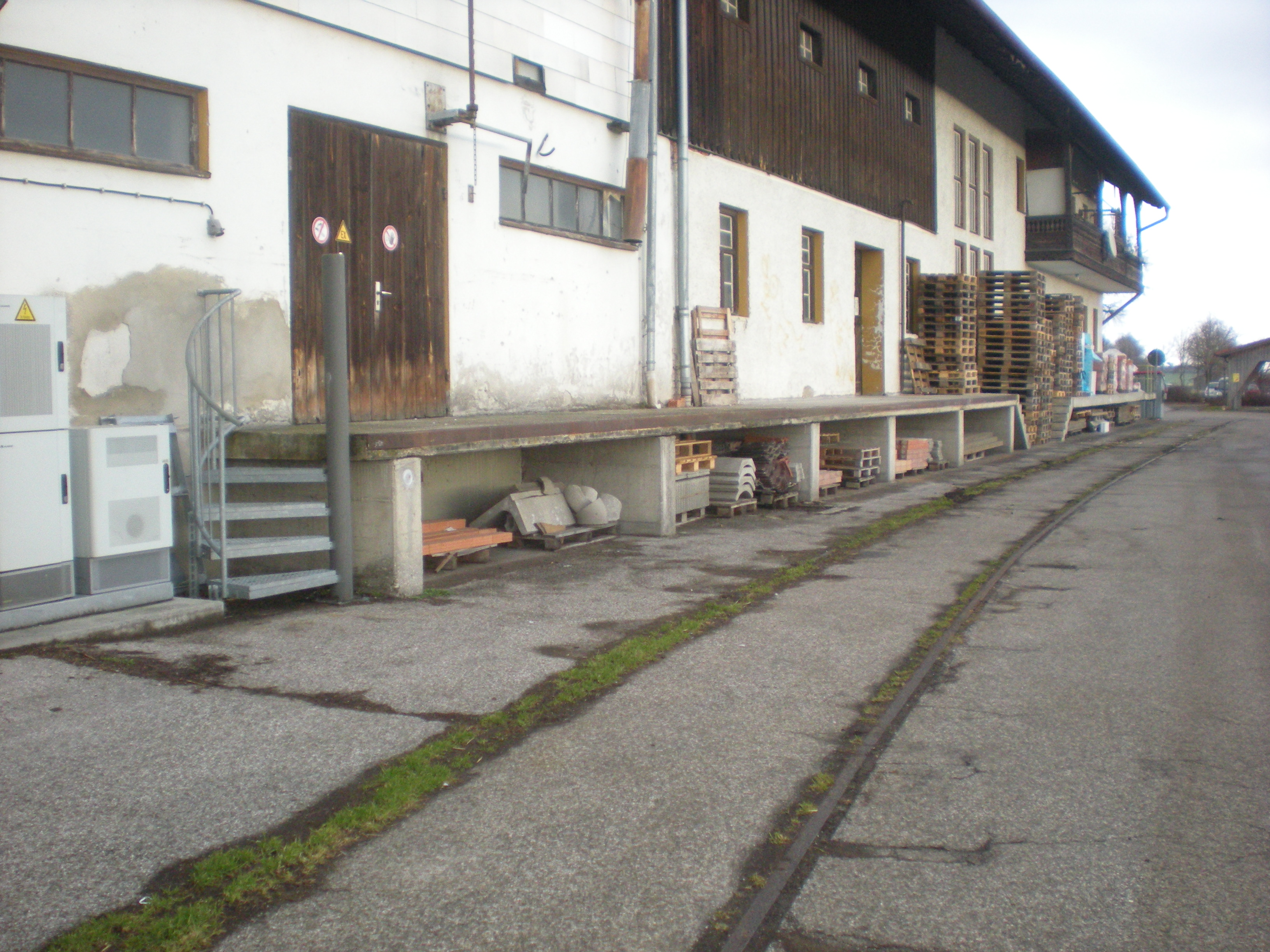
Laderampe des Lagerhauses

## Busverbindung
Ebenso befindet sich am Bahnhof seit dem 14. Dezember 2014 eine Bushaltestelle der MVV-Rufbuslinie 443. Die Rufbuslinie verkehrt vom Bahnhof Steinhöring über die im Zentrum der Gemeinde liegende Haltestelle „Steinhöring, Gh. Post“ und die Ortsteile Abersdorf, Niederaltmannsberg, St. Christoph, Oberseifsieden, Unterseifsieden, Holzhäuseln, Endorf, Oed, Tulling und Sensau weiter in den Gemeindebereich der im Süden angrenzenden Gemeinde Frauenneuharting.

## Geschichte
Der Bahnhof Steinhöring wurde im Zuge des Baus der Bahnstrecke Grafing–Wasserburg am 1. Oktober 1905 eröffnet. Mit dem Bau des Bahnhofs erhielt Steinhöring ebenso ein Lagerhaus, das bis Anfang der 1990er-Jahre über die Schiene angeschlossen war. Hinzu kam ein kleines Empfangsgebäude, welches hölzern ausgeführt war. Es wurde zwischen 1970 und 1990 abgerissen.
Der Bahnhof verfiel in den 1980er-Jahren zunehmend, da eine parallele Buslinie nach Wasserburg zum MVV-Tarif bis Tulling eingeführt wurde. Bis Mitte der 1990er-Jahre sank die Anzahl der Zugpaare werktags auf eins.
Eine Renaissance erfuhr die Strecke und damit auch der Haltepunkt Steinhöring mit der Einführung des sogenannten Bayern-Takts 1996. Fortan wurde der Bahnhof werktags von neun Zugpaaren bedient. Seit dem 10. Juni 2001 bestehen in den morgen- und abendlichen Hauptverkehrszeiten direkte Fahrtmöglichkeiten zwischen Wasserburg Bahnhof und München. Ebenfalls wurde der Abschnitt Ebersberg–Tulling mit dem Bahnhof Steinhöring in den Tarifbereich des Münchner Verkehrs- und Tarifverbundes aufgenommen.

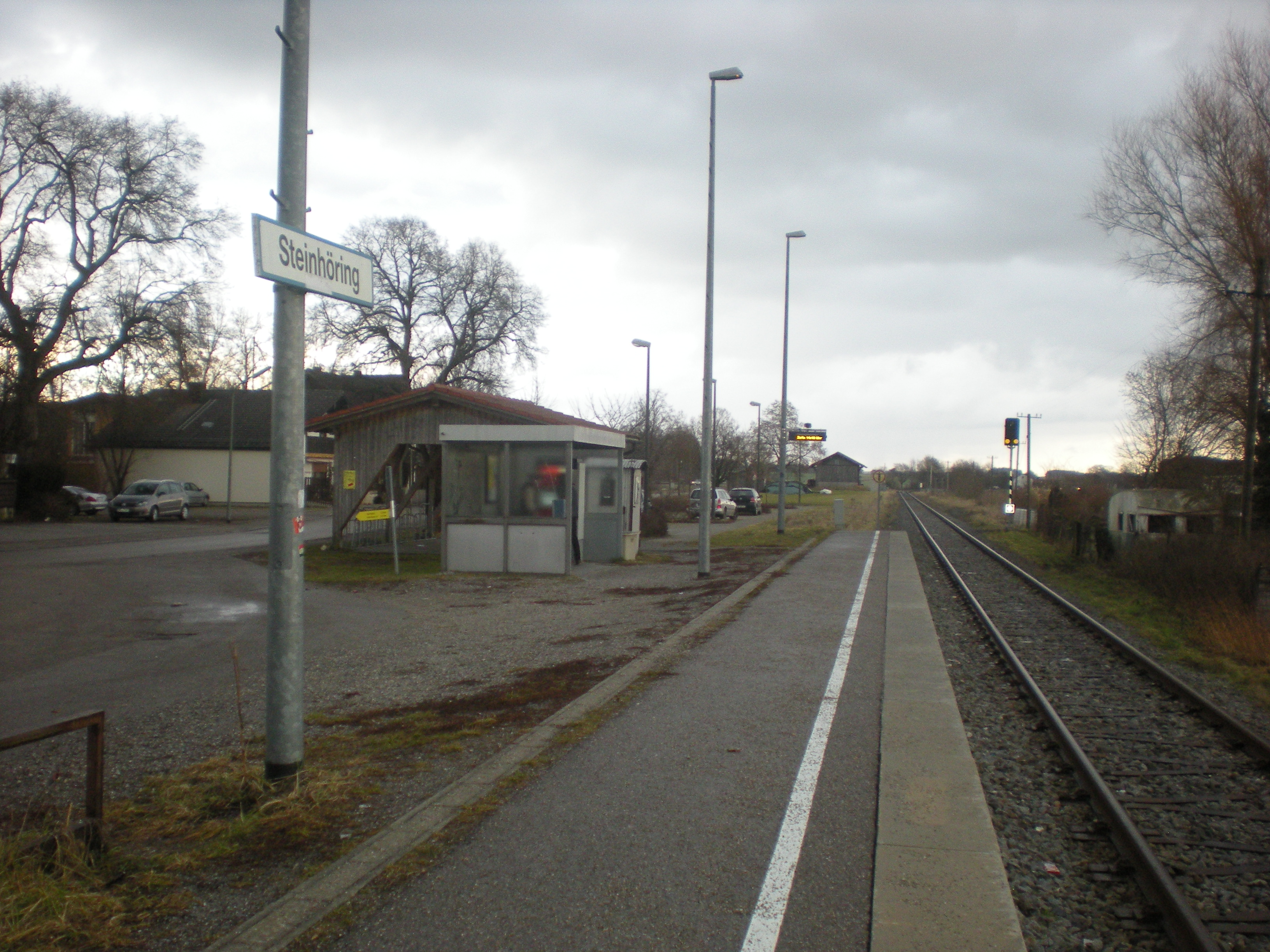
Bahnsteig vor dem Umbau. (Aufgenommen im Jahr 2013)

2004 wurde die Strecke samt Haltepunkt modernisiert. Der Bahnsteig erhielt einen festen Untergrund und die Gleise ein neues Schotterbett sowie Y-Schwellen.
In den darauffolgenden Jahren stieg die Anzahl der Fahrgäste stetig an, sodass neben Steinhöring auch andere Gemeinden eine Verdichtung der Fahrpläne forderten. Aufgrund der Eingleisigkeit der Strecke von Wasserburg bis Grafing Bahnhof gestaltete sich diese Aufgabe ohne Baumaßnahmen schwer.
Am 23. Juli 2009 unterzeichneten das Bayerische Staatsministerium für Wirtschaft, Infrastruktur, Verkehr und Technologie und die Südostbayernbahn eine „Verkehrliche Aufgabenstellung“. Darin wurde der Bau einer Ausweiche in Steinhöring sowie die Anhebung der Streckengeschwindigkeit auf 80 km/h durch die Bahn vereinbart. Die Finanzierung der hierfür notwendigen 6,8 Millionen Euro sollte aus Bundesmitteln erfolgen.

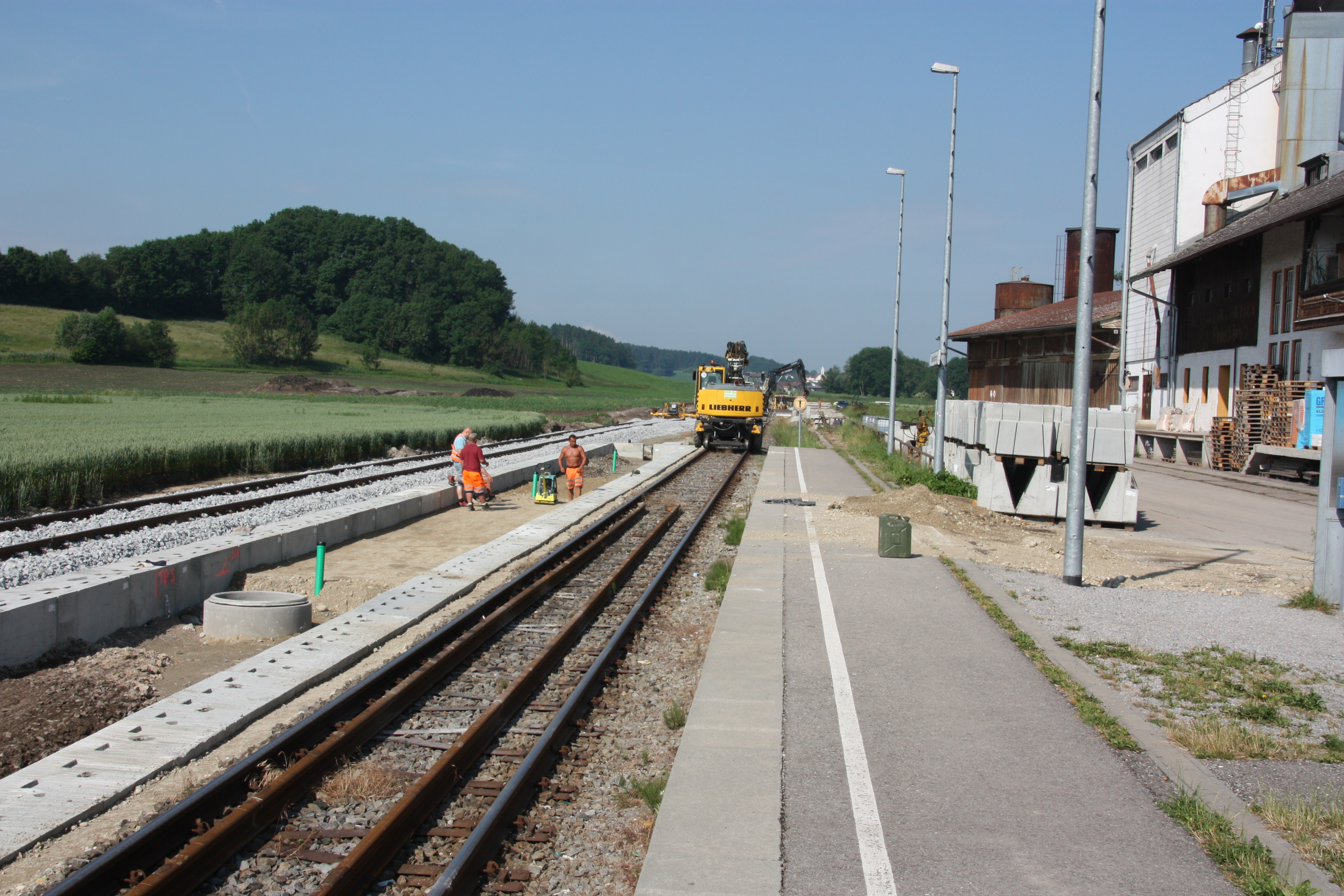
Bahnhof Steinhöring während Umbaumaßnahmen im Juni 2014

Der vorhandene Bahnsteig wurde im Zuge der Baumaßnahmen abgebaut, an anderer Stelle als Mittelbahnsteig auf 140 Meter Länge neu erbaut und zweigleisig mit einer Bahnsteighöhe von 76 Zentimetern ausgeführt. Der Bahnsteig kann im Falle einer Verlängerung der S-Bahn-Linie durch eine Erhöhung einfach auf 96 Zentimeter Bahnsteighöhe ausgebaut werden. Der Bahnhof wird seit Dezember 2014 stündlich in jede Richtung angefahren. Mit Ausnahme einer Handvoll Züge morgens, mittags und spätabends begegnen sich die entgegenkommenden Züge immer zur 30. Minute jeder Stunde. Im Zuge der Fahrplanverdichtung fahren die Züge von 5:30 Uhr morgens bis 0:30 Uhr in der Nacht.
Zusätzlich erhielt der Bahnhof einen neuen Bahnhofsvorplatz mitsamt elektronischem Stellwerk sowie vier Wetterschutzeinrichtungen. Das vorhandene elektronische Stellwerk wird von der regionalen Betriebszentrale aus Mühldorf ferngesteuert.

## Kritik
Kritik erhielt der für etwa 5 Millionen Euro umgebaute Bahnhof wegen seiner fehlenden vollständigen Barrierefreiheit. In Steinhöring befindet sich eine der größten Einrichtungen für Behinderte in Bayern und deshalb wurde im Vorfeld des Umbaus auf einen barrierefrei ausgebauten Bahnhof geachtet. Allerdings kann man auch nach der Fertigstellung des barrierefreien Bahnhofs als Rollstuhlfahrer ohne fremde Hilfe nicht in die Züge der Baureihe 628 einsteigen, da sie nicht an die Bahnsteighöhe angepasst sind.
Als Reaktion sagte die Südostbayernbahn zu, dass am Bahnhof Steinhöring eine Pilotstation mit einer mobilen Einstiegsrampe entstehen soll. Ebenso sollte ein Dienst entstehen, der den Behinderten bei der Benutzung der Rampe helfen sollte. Alternativ muss man die Benutzung mit einem Rollstuhl wie bisher auch 24 Stunden vor Fahrtantritt unter einer kostenpflichtigen Rufnummer anmelden.